# Muscle Beach
Muscle Beach refere-se à localização exclusiva de Santa Mônica do berço do boom da aptidão física nos Estados Unidos durante o século XX, teve início em 1934, com atividades predominantemente de ginástica no lado sul do Píer de Santa Mônica. Muscle Beach Venice é o título contemporâneo da plataforma de levantamento de peso ao ar livre construída em Venice, Califórnia, um bairro distinto na cidade de Los Angeles, 18 anos após a fundação de Muscle Beach.
Muscle Beach Venice foi oficialmente intitulado em 1987 pela cidade de Los Angeles com o nome distinto "Venice" adicionado ao local para homenagear o site original de Santa Monica. A atual Muscle Beach Venice está localizada a duas quadras ao norte da Venice Boulevard, em Ocean Front Walk, em Venice, Califórnia.
O nome de "Muscle Beach" de Santa Monica deriva da crescente reputação local e nacional de atletas de ginástica e força que se reuniram no que ficou conhecido simplesmente como "Santa Monica Beach Playground", com o termo muscle ganhando força em 1940. A inauguração em 1940 da primeira de uma rede nacional de academias de levantamento de pesos pelo famoso operador pioneiro da academia de ginástica, Vic Tanny, a apenas dois quarteirões da Muscle Beach em Santa Mônica, é comumente considerada um fator chave para a crescente atração de fisiculturistas e levantadores de peso para Muscle Beach de todo o país.
Na década de 1950 Muscle Beach estabeleceu fama mundial e ajudou a popularizar e trazer legitimidade à cultura física com acrobacias e fisiculturismo, também contribuiu para um movimento nacional de saúde e fitness que continua até ao século XXI.